# Роберт Букер
Роберт Д. Букер (англ. Robert D. Booker; 11 липня 1920 — 9 квітня, 1943) був солдатом збройних сил США та нагороджений найвищою нагородою — Медаллю Пошани за його участь в Другій світовій війні.

## Біографія
Букер пішов до армії з своєї малої батьківщини міста Каллевей, Небраска в червні 1942 і до 9 квітня 1943 ніс службу як солдат 133 піхотного полку, 34-ї піхотної дивізії США. Того дня, в Тунісі біля міста Фондок, він просувався один через відкриту місцевість незважаючи на інтенсивний ворожий вогонь та відкрив вогонь по ворогу з свого кулемета. Після того як він був поранений, Роберт продовжував вогонь до отримання другого, смертельного поранення. За ції дії, через рік, його було нагороджено Медаллю Пошани.
Букера, якому на момент смерті було 22, було захоронено в його рідному місті Каллевей, Небраска.

## Орден Пошани
Офіційна цитата про нагородження говорить:

## Спадок
На честь Букера в червні 2023 було названо бойову броньовану машину США М10 Букер.